# Список терактов ПФО
Хронология терактов Палестинского фронта освобождения
| дата             | место                  | акция | пострадавшие |
| ---------------- | ---------------------- | --- | --- |
| июль 1978        | Южный Ливан            | захват в качестве заложников 51 солдата контингента ООН | по настоянию ФАТХ спустя несколько часов заложники были отпущены |
| 16 сентября 1978 | Кирьят-Шмона (Израиль) | попытка захватить заложников с целью обмена на арестованных террористов | |
| 22 апреля 1979   | Нагария (Израиль)      | Четверо террористов проникли с территории Ливана при помощи резиновой лодки в город Нагария. На берегу террористы убили полицейского Элияху Шахара, затем захватили в заложники еврейскую семью — отца и его 4-летнюю дочь. При возвращении на берег были перехвачены израильскими силами безопасности | Погибли отец и две его дочери, а также двое полицейских; четверо человек были ранены. Два террориста были убиты, оставшиеся двое (среди них Самир Кунтар) — арестованы. |
| август 1979      | побережье Израиля      | предпринята попытка высадиться на побережье Израиля с корабля. | три террориста арестованы, один убит. |
| июль 1980        | граница с Ливаном      | попытка проникнуть в Израиль при помощи воздушного шара. | |
| 7 марта 1981     | граница с Ливаном      | двумя террористами предпринята неудачная попытка проникновения через границу Ливана в район Хайфы при помощи планеров. Целью террористов было метание с высоты бомб и гранат. | после вынужденной посадки террористы арестованы. |
| 16 апреля 1981   | граница с Ливаном      | попытка проникновения в Израиль при помощи воздушного шара. Из документов, найденных при террористах, выяснилось, что их целью был захват заложников для последующего обмена на арестованных в Израиле боевиков ПФО. | При пересечении границы шар был сбит и два террориста погибли. |
| июнь 1984        | север Израиля          | группа террористов фракции Хагема была захвачена на севере Израиля. | |
| 7 октября 1985   |                        | четыре террориста захватили итальянское круизное судно «Акилле Лауро» (Achille Lauro) с 349 пассажирами на борту на пути из Александрии в Порт-Саид. Террористы потребовали освободить 50 палестинцев, находящихся в израильских тюрьмах, в том числе Самира Кунтара. Корабль был возвращён в Египет, откуда террористам было позволено вылететь египетским самолётом. В воздухе самолет был перехвачен истребителями США и приземлён на итальянский аэродром.                                                           | Террористами был убит один заложник — 69-летний американский еврей Леон Клингхоффер, использующий инвалидную коляску, был застрелен и выброшен за борт. Абу Аббас, находившийся с террористами на борту, был освобождён итальянцами (позже заочно осуждён к пожизненному заключению), четверо участвовавших в нападении на корабль террориста приговорены к тюремному заключению. |
| 1980-е гг.       | граница с Ливаном      | террористами фракции Талата Якуба были предприняты ряд попыток переправить террористов из Ливана в Израиль через сухопутную границу. | все попытки окончились неудачей |
| 6 января 1990    |                        | террористы планировали террористическое нападение на израильских туристов в египетских туристских центрах | в связи с раскрытыми планами теракта Мухаммед Амин Джарар был осуждён военным судом Израиля |
| 30 мая 1990      | Тель-Авив              | команда из 16 боевиков предприняла попытку морского десанта на пляж Тель-Авива и находящиеся там туристические гостиницы. Для десантирования террористы использовали шесть резиновых лодок. К нападению террористы готовились в Ливии, которая предоставила корабль, доставивший лодки к израильскому побережью. Одна лодка была перехвачена в море, все 5 человек с неё были арестованы, другой лодке с 11 террористами удалось добраться до берега. На берегу боевики были атакованы израильскими силами безопасности. | Четверо террористов были убиты, 12 арестованы. Это нападение значительно осложнило отношения ООП и США, пытавшихся в то время инициировать мирные переговоры |
| май 1992         | Эйлат (Израиль)        | нападение на израильский курорт Эйлат на Красном море. | В ходе боя были убиты один охранник и один террорист. |
| 24 июля 2001     | Иерусалим              | террористы из ячейки в Рамалле похитили и убили 19-летнего Юрия Гущина, эмигранта из России. В июне 2002 года ячейка была раскрыта Шабаком, большая часть террористов была арестована | |